# Enter the Void
Enter the Void è un film del 2009 scritto e diretto da Gaspar Noé.
Definito dallo stesso regista un «melodramma psichedelico», nel cast ci sono Nathaniel Brown al suo debutto, Paz de la Huerta e Cyril Roy, anch'egli nel suo primo ruolo cinematografico.

## Trama
La storia è ambientata a Tokyo, e vede come protagonista Oscar, giovane spacciatore appena sbarcato in Giappone e attratto dalle droghe enteogene, che vive in un appartamento con la sorella Linda.
Poco dopo avere fumato della DMT, Oscar riceve una telefonata dell'amico Victor, che gli chiede di portargli della droga in un locale chiamato "The Void". Recatosi sul posto insieme ad Alex, l'amico che gli ha presentato Victor, che gli ha fornito i contatti per trasferirsi a Tokyo e che è un esperto di esperienze allucinogene, Oscar scopre che l'incontro era una trappola della polizia, organizzata grazie alla collaborazione riluttante di Victor. Chiusosi nella toilette del The Void, Oscar cerca di liberarsi della droga che ha con sé, urlando di avere in mano una pistola per guadagnare tempo. La polizia spara attraverso la porta, ferendo a morte il protagonista che cade a terra agonizzante e muore.
A questo punto, Oscar inizia a vivere un'esperienza extra corporea, viaggiando attraverso il passato ed il futuro. Dal primo riemergono i traumi dell'infanzia, la morte dei genitori di Oscar e Linda in un incidente d'auto con i bambini a bordo, l'affidamento, il trasferimento a Tokyo, la storia d'amore con la madre di Victor (motivo del tradimento dell'amico), la gentilezza di Alex, i lavori per lo spacciatore Bruno. Nel secondo invece, Oscar riesce ad assistere, seppure impotente, al destino di Linda, spogliarellista alla mercé di Mario, il proprietario del locale in cui lavora, che dopo averla messa incinta la costringe ad abortire, ma anche a quello di Alex, costretto a vivere come un senzatetto in quanto ricercato dalla polizia e di Victor, evitato da tutti per il suo tradimento. Oscar scopre anche la fine di quello che era stato il suo corpo, viene cremato.
Alla fine, presenziando come un'energia impercettibile intorno ad Alex e Linda (ma che viene intuita dai personaggi), il protagonista osserva la nascita di una storia d'amore tra i due, fino ad assistere ad un loro rapporto sessuale che culmina in una gravidanza, tramite la quale Oscar si reincarna.

## Produzione
Enter The Void è stato per molti anni il progetto dei sogni di Noé, ma la sua produzione è stata possibile solo dopo il successo commerciale di Irréversible, la precedente pellicola del regista. Il film è stato prodotto dalla Wild Bunch e dalla Fidélité Films, mentre tutti gli effetti visivi digitali sono opera della Buf Compagnie. Nella pellicola infatti c'è un grosso utilizzo di immagini modificate al computer, soprattutto nelle parti dei "trip", ispirate dal cinema sperimentale psichedelico, e da visioni avute dall'utilizzo di droghe da parte dello stesso regista.
Uno dei punti di forza di Enter The Void è sicuramente l'aspetto tecnico innovativo: per simulare il "fluttuare" da una strada all'altra, da un interno ad un esterno di Tokyo da parte del protagonista, è stato fatto un complicato lavoro di riprese eseguito con grosse gru.

## Distribuzione
Una versione provvisoria (da circa 163 minuti) del film è stata presentata in concorso al Festival di Cannes 2009, ma la post-produzione è comunque proseguita, e l'uscita ufficiale nelle sale francesi è avvenuta solo un anno dopo. Una versione più corta del film è uscita anche in Inghilterra e negli USA nel settembre 2010. In Italia invece il film è stato vietato ai minori di 18 anni ed è stato tagliato di quasi mezz'ora rispetto alla versione internazionale; è uscito nelle sale il 9 dicembre 2011 distribuito dalla Bim, che è anche co-produttrice della pellicola.

## Accoglienza
Enter the Void è stato presentato in concorso al Festival di Cannes 2009 ed ha ricevuto un'accoglienza mista. Sull'aggregatore di recensioni Rotten Tomatoes ha un punteggio di critica del 73%, mentre sul sito IMDb è classificato 7,2/10. È considerato ad oggi come uno dei migliori film di Gaspar Noé.